# Peter Duka von Kádár

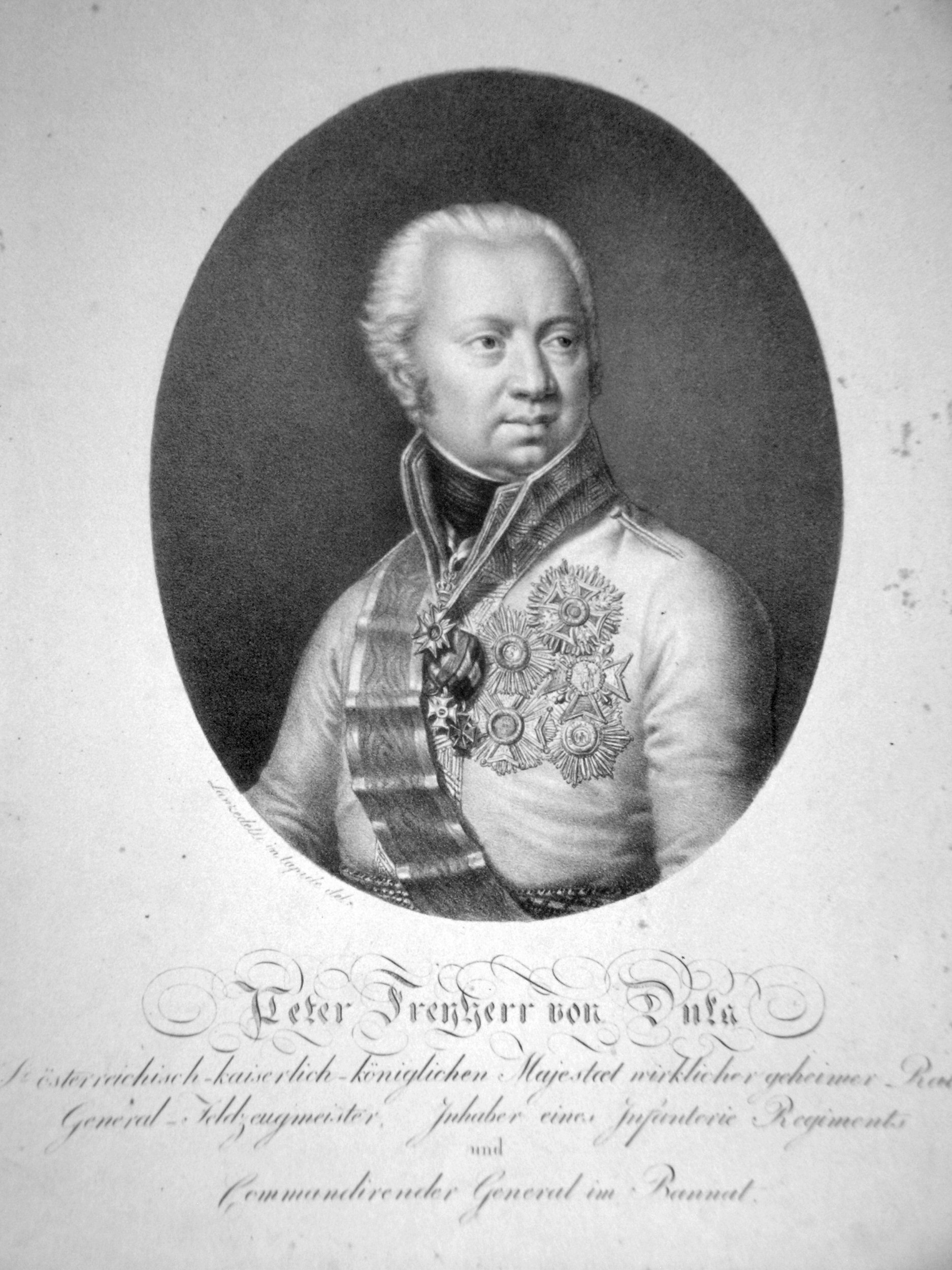
Peter Freiherr Duka von Kádár, Lithographie von Josef Lanzedelly d. Ä., um 1820

Friedrich Peter Freiherr Duka von Kádár (* 1756 in Esseg (Slawonien); † 29. Dezember 1822 in Wien) war ein aromunischer k. k. Geheimer Rat, Offizier (Feldzeugmeister) und Inhaber des ungarischen Infanterieregiments Nr. 39, sodann Staats- und Konferenzrat des Kaisers.

## Biographie

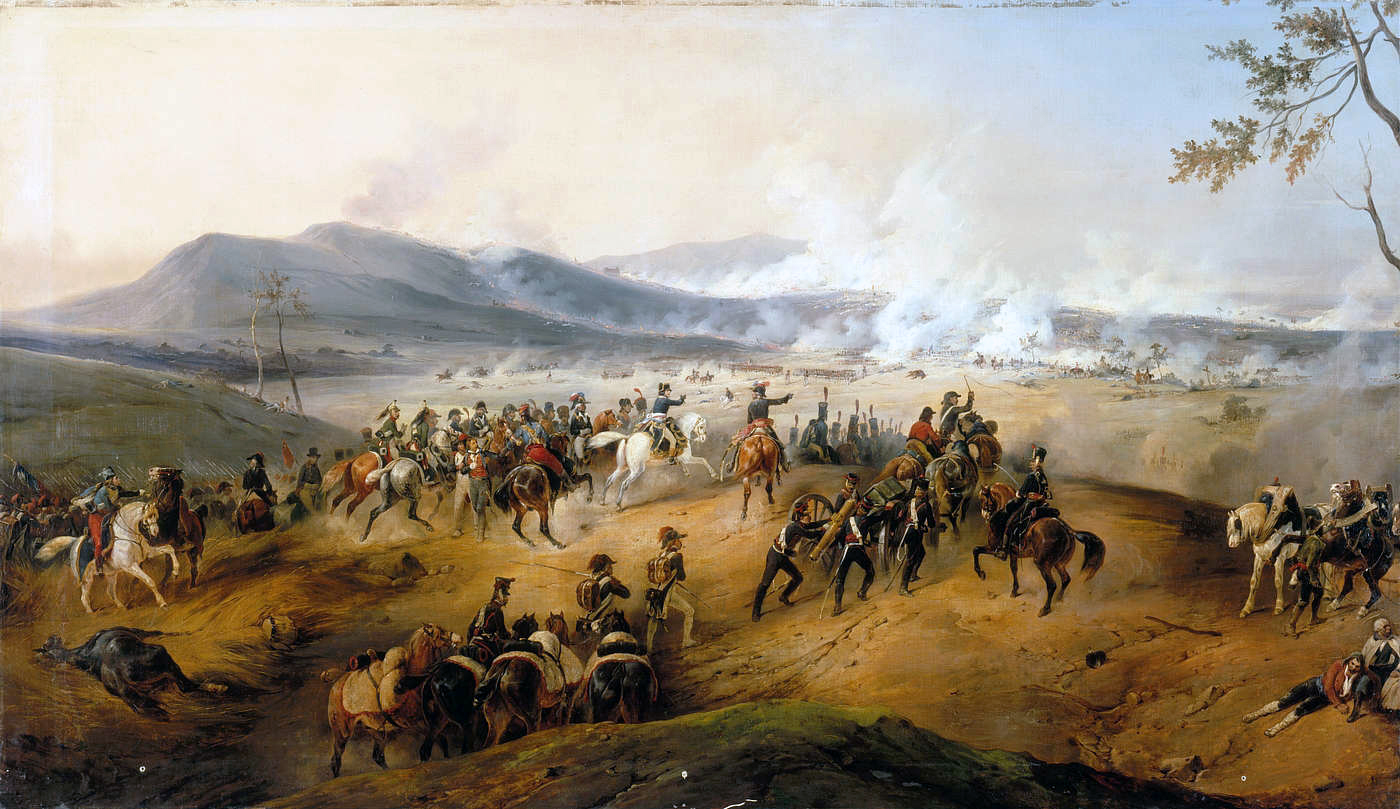
Schlacht bei Castiglione 1796

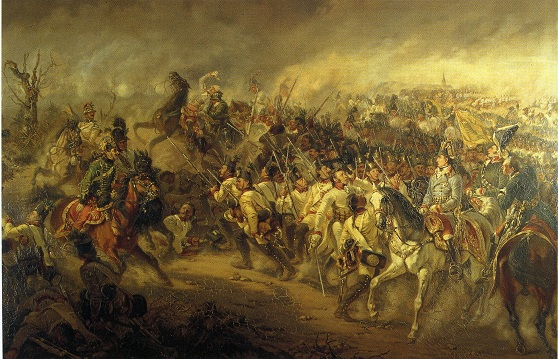
Schlacht bei Liptingen (Stockach) 1799

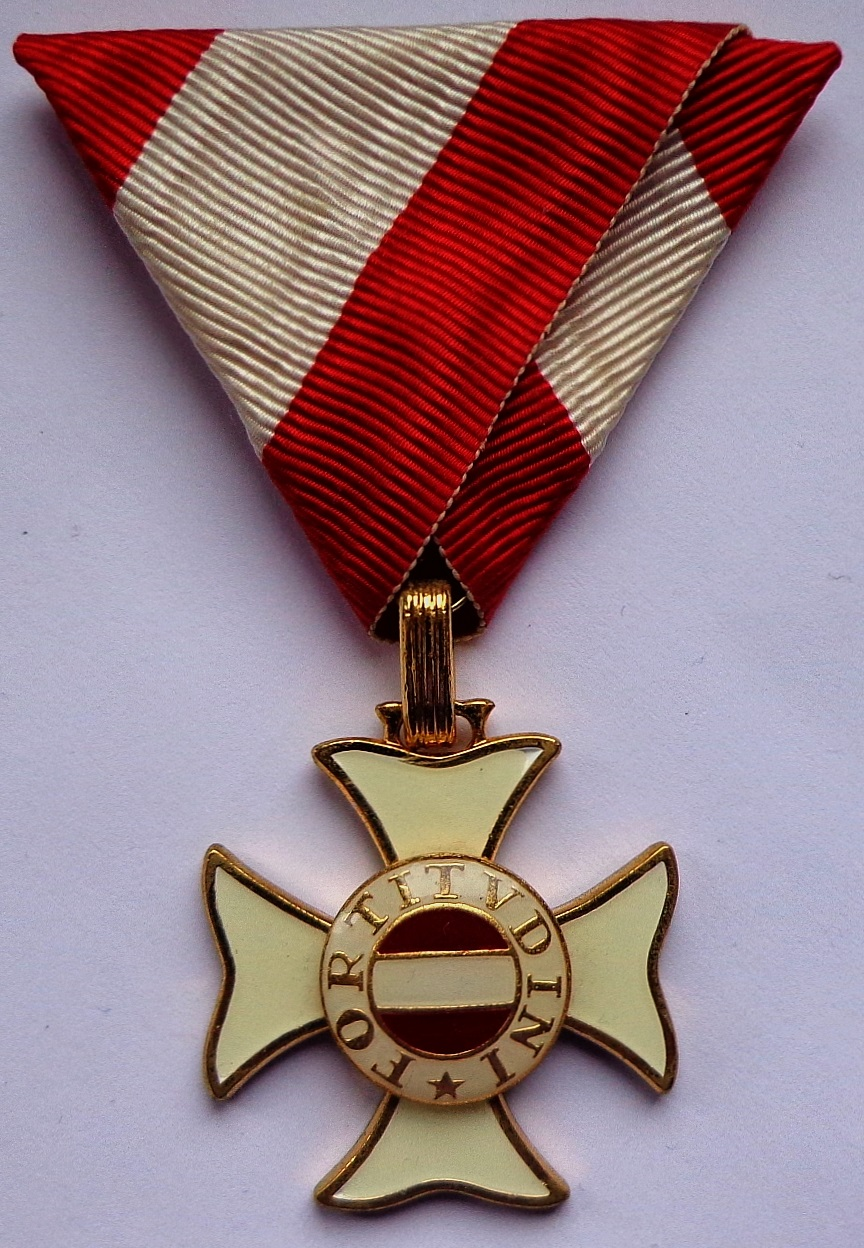
Ritterkreuz des Militär-Maria-Theresien-Ordens

Er trat 1776 als Kadett dem 13. Walachisch-Illyrischen Regiment in Caransebeș bei, wurde jedoch aufgrund seiner offensichtlichen Fähigkeiten bereits zwei Jahre später als Leutnant zum Generalstab transferiert, 1787 Hauptmann.
Am 1. Dezember 1789 zum Major ernannt, wurde er 1793 zur Coburg-Armee in die Österreichischen Niederlande versetzt. Nachdem er vor der Schlacht von Famars das Gelände drei Tage lang ausgiebig erkundet hatte, beschloss er den entscheidenden Angriff von der Hauptkolonne aus in vier Abteilungen, jede angeführt von einer Reserveartilleriebatterie, zu führen. Er konnte die wesentlichen Ziele dem Artilleriedirektor Oberstleutnant Karl Freiherr von Rouvroy mitteilen und führte die vierte Abteilung selbst an. Nach weiteren bedeutenden Taten in den Gefechten von Berlaimont und Maubeuge wurde er am 1. Mai 1794 mit dem Aufrücken zum Oberstleutnant und am 7. Juli 1794 mit dem Ritterkreuz des Militär-Maria-Theresien-Ordens belohnt. 1795 plante er als General Wurmsers Generalstabschef den erfolgreichen Angriff auf Mannheim und begleitete diesen ein Jahr später – nun bereits Oberst (24. Februar 1796) – nach Italien, wo er die verlorene Schlacht von Castiglione konzipiert hatte.
Er avancierte mit Rang vom 31. Mai 1798 zum Generalmajor und wurde dem Militärstab Erzherzog Karls in Prag zugeteilt, um ein Jahr später zum Generalstab nach Deutschland zu kommen. Dort leitete er Feldmarschallleutnant Freiherr Staader von Adelsheims linken Flügel bei der erfolgreichen Verteidigung in der Schlacht bei Stockach.
Nachdem er am 5. Mai 1800 Festungskommandant von Temesvar geworden war, beförderte man ihn mit Rang vom 14. Januar 1801 zum Feldmarschalleutnant und ab März des Jahres von Erzherzog Karl auch mit dem Amt des Chefs des Generalquartiermeisterstabes für die Armeen in Deutschland und Italien betraut (bis April 1805), mit dem Auftrag, eine Armeereform zu beginnen; doch erwies er sich, wegen seiner konservativen Grundhaltung, nicht als gute Wahl für dieses Projekt. Nichtsdestotrotz wurde er am 7. Oktober 1803 Inhaber des ungarischen Infanterieregiments Nr. 39.
1805 war Duka Kommandierender General im Banat. Dieses Amt übte er bis zu seinem Ableben aus. Im Jahr 1808 wurde ihm vom Kaiser der Freiherrnstand mit dem Prädikat von Kádár für sich und seine ehelichen Nachfahren verliehen. 
Am 2. September 1813 stieg er zum Feldzeugmeister und Generaladjutant Kaiser Franz I. auf. In dieser Funktion wurde er nach Lusigny-sur-Barse entsendet, um mit Napoleon, um einen Waffenstillstand zu verhandeln.
Der Kaiser erhob den General schließlich am 22. April 1815 zu Wien in den böhmischen Freiherrenstand mit Inkolat, am 26. Juli 1816 ebenda in den ungarischen Freiherrenstand sowie zum Wirklichen Geheimen Rat als auch Staats- und Konferenzrat.

## Auszeichnungen
Der General erhielt zahlreiche Ehrenzeichen, unter anderem:
- Ritterkreuz des Militär-Maria-Theresien-Ordens (1794)
- Großkreuz des Österreichischen Leopold-Ordens (1813)
- Armeekreuz für 1813/14
- Großkreuz des königlich bayerischen Max-Joseph-Ordens (1814)
- Großkreuz des Ordre royal et militaire de Saint-Louis (1816)
- königlich preußischer Roter Adlerorden 1. Klasse (1813)
- Kaiserlich russischer St.-Anna-Orden 1. Klasse (1813)
- Alexander-Newski-Orden (1813)
- königlicher neapolitanisch-sizilianischer Januariusorden (1819)

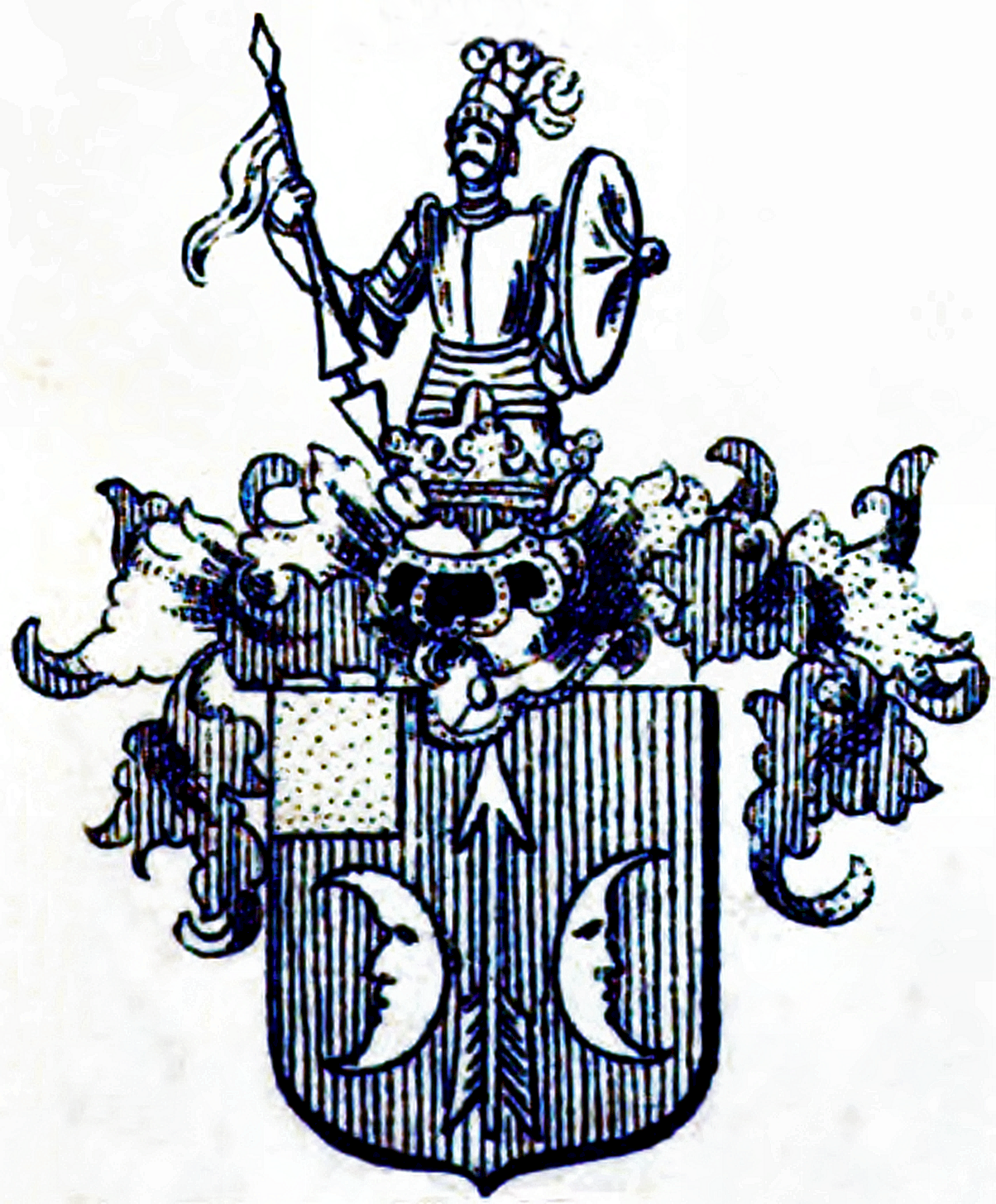
Wappen Duka von Kadar

## Wappen
1802/1808: In mit einem goldenen Freiviertel im rechten Ohereck versehenem roten Schilde, ein pfahlweise gestellter, geflischter Pfeil, dessen Mittelschaft beiderseits begleitet von einer auswärtsgekehrten silbernen Mondsichel. Kleinod: Ge-harnischter Mann wachsend, mit offenem Helme samt Straußenfedern und umgürteten Schwerte, in der erhobenen Rechten eine Turnierlanze samt Fähnlein, in der Linken einen ovalen Schild haltend. Die Decken sind rechts rot-silbern und links rot-golden. Das freiherrliche Wappen zeigt noch die Freiherrnkrone. (Adels- und Wappenbrief von König Franz I. d. d. 1792 für Michael Duka; Freiherrnstand v. König Franz I. d. d. 1808 für Feldzeugmeister Peter von Duka)

## Familie
1806 kaufte der Baron die walachische Gemeinde Kádáreste (rumänisch: Cadăr) am Pogăniș im Kreis Timiș, drei Meilen südlich der Burg Timiș. Darauf bezieht sich wohl auch das Prädikat Kádár im Adelsbrief von 1815. Die 748 Einwohner verteilten sich auf 134 Häuser, waren weit überwiegend Rumänisch sprechend und rumänisch-orthodoxer Konfession. Seine Söhne Stephan, Emil, Eugen und Peter erbten das Dorf nach seinem Tod. Seine Enkelin Anastasia (* 31. Oktober 1828 in Belatincz, Komitat Zala, Ungarn; † 27. März 1907 in Graz) heiratete Vincenz Graf von Logothetti (1824–1886).